# Вінтелре
Вінтелре (нід. Wintelre) — село в нідерландській провінції Північний Брабант. Входить до муніципалітету Ерсел.
Його площа становить 17,41 км², а населення станом на 2021 рік складало 2 030 осіб.
Перша згадка про населений пункт датується 13-им сторіччям.

## Галерея

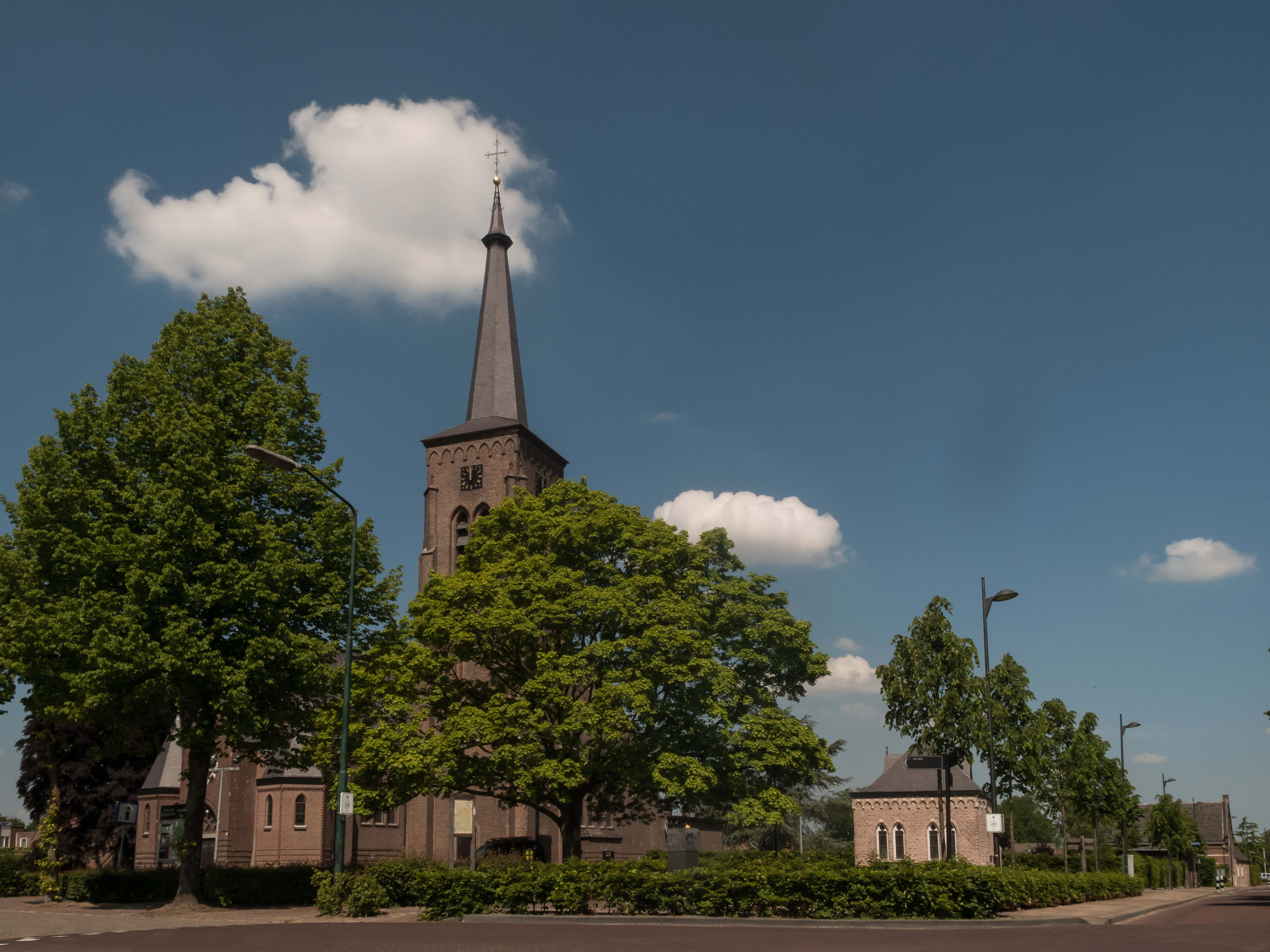
Церква у селі
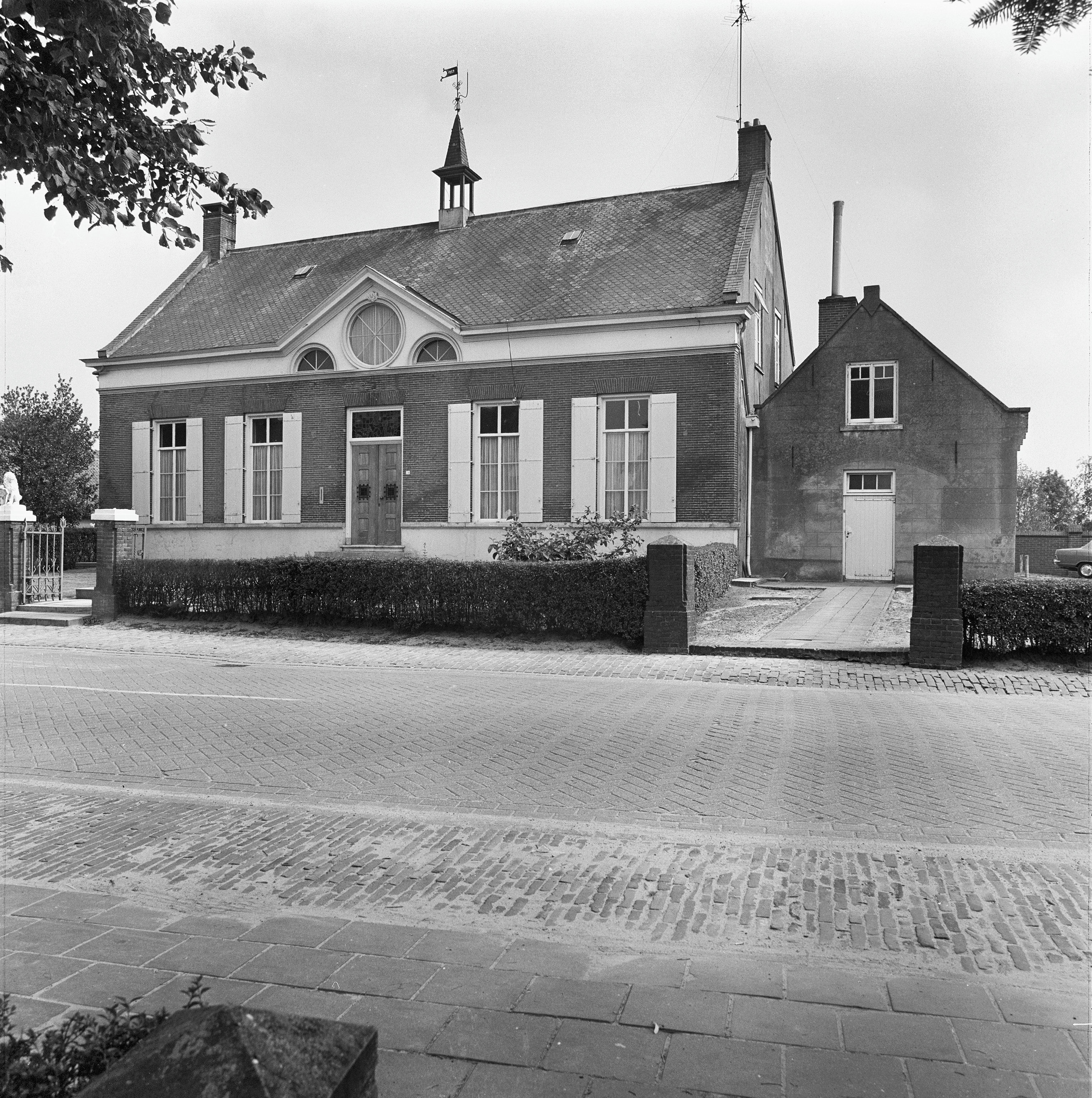
Будинок почту
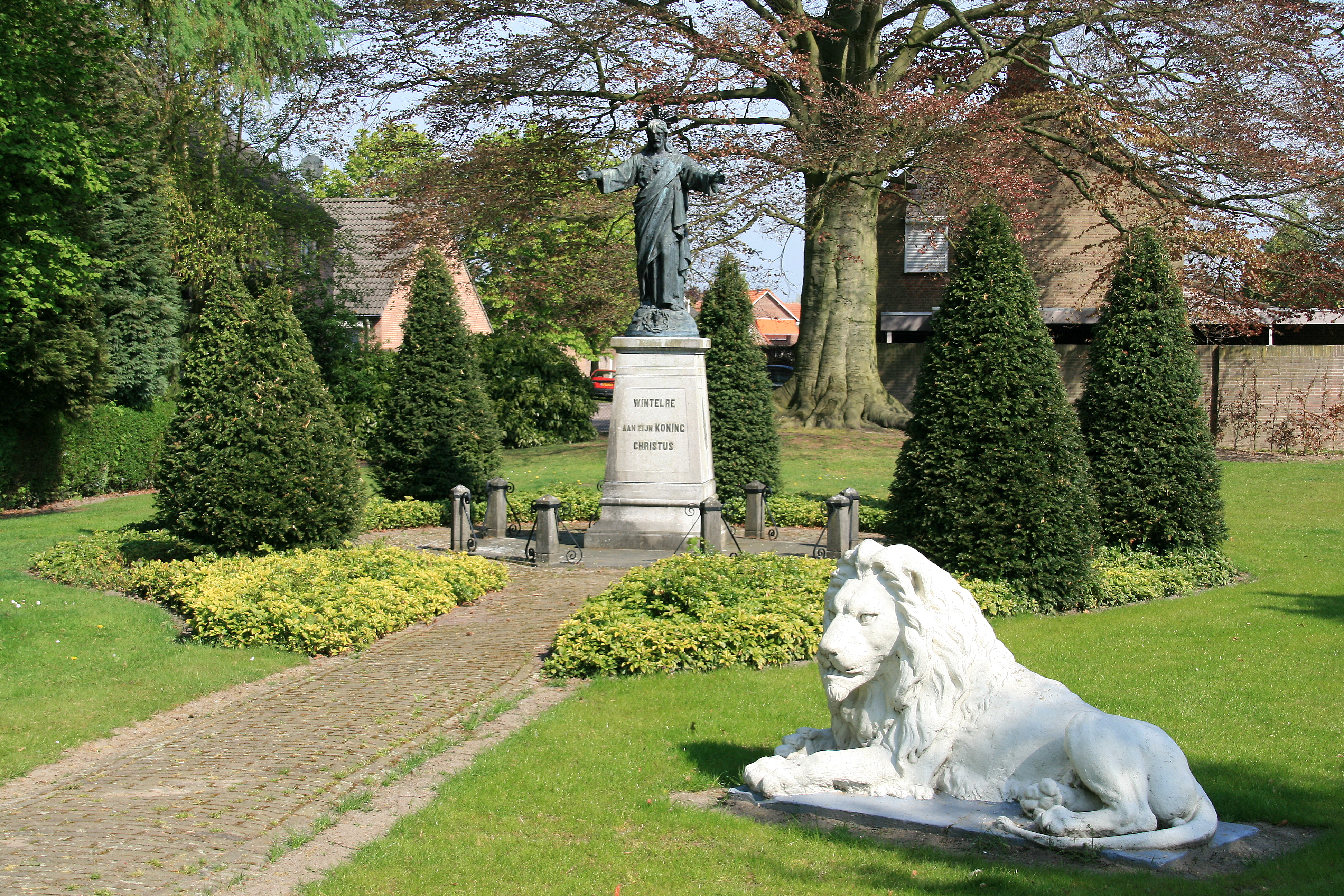
Статуя у селі